# Nadezjda Suslova
Nadezjda Prokofjevna Suslova (ryska: Надежда Прокофьевна Суслова), född 1 september 1843 i Gorbatov, död 20 april 1918 i Alusjta, Krim, var en rysk läkare. Hon var Rysslands första kvinnliga läkare. Hon var främst aktiv som gynekolog och obstetriker i Nizjnij Novgorod, och även engagerad i välgörenhet. Hon blev år 1867 den första ryska kvinna som avlade doktorsexamen i medicin och blev läkare. Hon studerade initialt i Ryssland, men då kvinnliga studenter förbjöds där år 1865, läste hon vid Zürichs universitet. 